# 베이비 페이스 넬슨

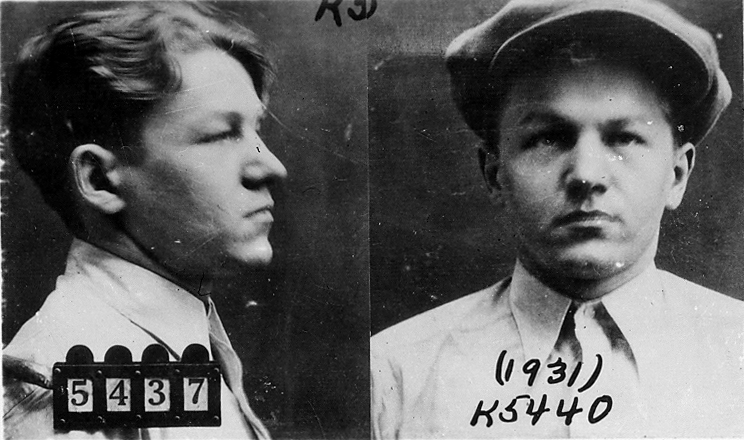
길리스의 1931년 머그샷

베이비 페이스 넬슨(Baby Face Nelson)과 조지 넬슨(George Nelson)으로도 알려진 레스터 조셉 길리스(Lester Joseph Gillis, 1908년 12월 6일 – 1934년 11월 27일)는 미국의 은행강도였으며 존 딜린저가 크라운 포인트에 있는 감옥에서 탈출하는 것을 도왔을 때 존 딜린저의 범죄 파트너가 되었다. 나중에 연방 수사국(FBI)은 넬슨과 나머지 은행 강도 갱단을 집합적으로 "공공의 적 제1호"라고 발표했다.
"베이비 페이스 넬슨"이라는 별명은 길리스가 젊은 외모를 지닌 키가 작은 남자라는 점에서 유래되었다. 그러나 전문적인 영역에서 길리스의 동료 범죄자들은 그를 "지미"(Jimmy)라고 불렀다. 폭력적인 은행강도인 레스터 조셉 길리스는 다른 어떤 범죄자보다 더 많은 FBI 요원을 살해했다. FBI 요원은 시카고 교외에서 벌어진 배링턴 전투(1934년 11월 27일)에서 베이비 페이스 넬슨에게 치명상을 입혔다.